# Ottilie Baader
Ottilie Baader, född 30 maj 1847 i Rakau, Schlesien, död 24 juli 1925 i Berlin, var en tysk feminist och socialist.
Baader arbetade redan i unga år som sömmerska och kom via facklig verksamhet in i politiken i 40-årsåldern. Hon var, tillsammans med Clara Zetkin, Lily Braun och Luise Zietz en av de första ledarna för de socialistiska kvinnorna i Tyskland och hon verkade särskilt för förbättrad utbildning  för arbetarkvinnor. Hon skrev Ein steiniger Weg (’En stenig väg’, 1921).